# Parc Natural de la Serra Gelada
El Parc Natural de la Serra Gelada és un parc natural del País Valencià declarat l'11 de març de 2005. Les seues 5.655 ha de superfície abasten la mateixa serra i els fons marins de l'Albir i les badies de Benidorm i d'Altea. S'estén pels termes municipals d'Altea, l'Alfàs del Pi i Benidorm.

## Parts

### LaSerra Geladai els illots
Formada per un impressionant relleu que s'alça abruptament sobre les planes de Benidorm, l'Alfàs del Pi i Altea, la serra dona lloc, en el seu front litoral, a penya-segats de més de 300 m, i alberga reductes de vegetació d'un valor excepcional, com la interessant duna fòssil penjant i la peculiar vegetació que la colonitza. A més, la serra comparteix diversos endemismes botànics amb el veí penyal d'Ifac.
L'origen tant de la serra com dels illots de la Mitjana i de Benidorm, és tectònic, probablement d'inicis del Pliocè. El penya-segat està format per materials de diferent resistència a l'erosió, com arenoses calcàries amb calcarenites, més resistents, o margues, més erosionables. Això confereix al penya-segat un aspecte característic en què s'alternen morfologies de successió de penya-segats i talussos que el converteixen en un paisatge únic.
D'altra banda, la illeta de l'Olla és d'origen terciari, del Paleogen, i constitueix una illa plana formada fonamentalment per una antiga terrassa marina.
Són també d'interès les coves d'origen càrstic que s'obrin al llarg de la serra, entre les quals cal destacar la cova del Far de l'Albir, recentment explorada, i destacable per la presència d'estalactites i estalagmites en el seu interior.
Com a punts d'especial interès geològic i paisatgístic, destaquem:
- A la serra: el penya-segat en si, les fractures al llarg del penya-segat, entre les quals destaquen les falles de la punta del Cavall (amb la torre de les Caletes) i de la punta de l'Albir (amb la torre de la Bombarda), la presència d'eolianites i dunes fòssils, les coves, en particular la Boca de la Balena per les seues formacions d'estalactites i estalagmites, i els jaciments paleontològics i traces fòssils distribuïdes en la columna cretàcica de la serra.
- A l'illa de Benidorm: el mateix illot, perquè el seu perfil i capbussament delaten la seua continuïtat estructural amb serra Gelada, i ajuden a la interpretació del paisatge.

### Reserva marina
L'espai natural protegit engloba, a més, un àmbit marí que de manera general presenta un pendent moderat amb una àmplia planura entre les isòbates de 15 a 30 m, que comporten la major superfície. Enfront dels penya-segats de la serra Gelada i de Toix els fons marins presenten forts pendents, i la isòbata dels 20 metres pot arribar a pocs metres de la costa.
Entre els accidents submarins més notables destaca l'escull rocós ubicat al sud de l'illa de Benidorm, conegut per la Llosa. El contrafort occidental de la serra Gelada, formada pels enclavaments del tossal de la Cala, la punta Canfali i la mateixa illa de Benidorm, constitueixen una zona de costes baixes arenoses que donen lloc a les platges de Llevant i Ponent.

## Vegetació

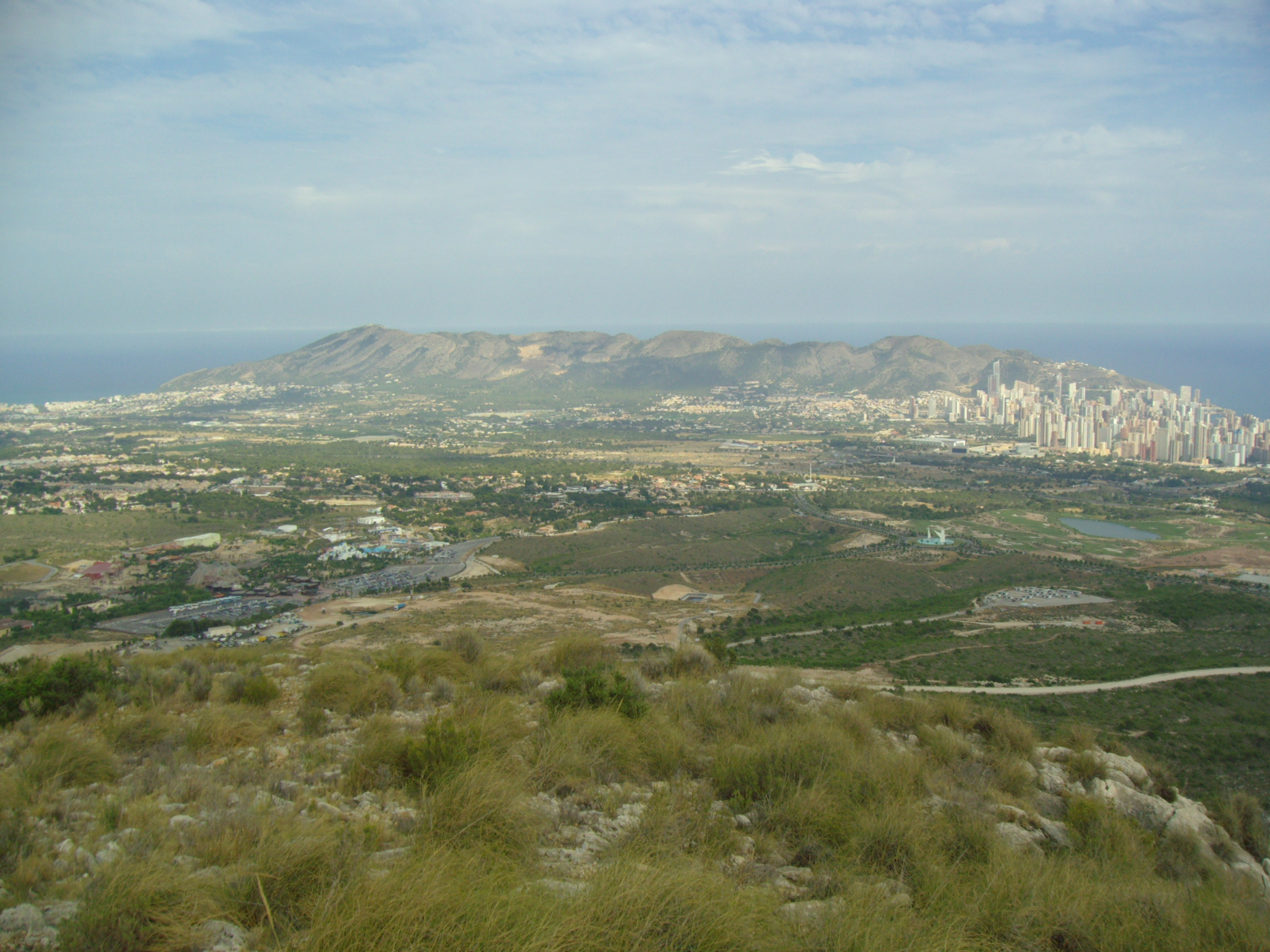
Vista de la serra Gelada, amb el municipi de Benidorm a la dreta

L'àmbit de la serra Gelada constitueix un enclavament de gran riquesa florística, amb una destacada presència d'espècies vegetals de gran interès, moltes protegides en distint grau per la legislació vigent pel fet de tractar-se d'espècies amenaçades. Per aquesta raó, la serra Gelada conté dues microreserves de flora.
Des del punt de vista corològic, la serra Gelada pertany a la província corològica murcianoalmerienca, sector alacantinomurcià, subsector alacantí, zona septentrional, i presenta diverses de les comunitats vegetals incloses en la Directiva d'hàbitats.
L'hàbitat millor representat són els pastius anuals de Thero-Brachypodietea i els matolls termòfils. Això no obstant, i per la seua especial rellevància, mereixen ser destacats els relacionats amb la duna fòssil, dunes amb vegetació esclerofil·la del Cisto-Lavanduletea i els matolls halòfils que conformen una vegetació quasi permanent, sobretot a les illes de Benidorm i la Mitjana. Una de les comunitats més valuoses en l'àmbit del PORN són les dunes litorals amb Juniperus, per tractar-se d'un relicte de la vegetació potencial dunar del litoral valencià.
També són importants les comunitats dels penya-segats amb Limonium endèmics. En la zona apareix, a més, com a espècie vegetal prioritària la Silene hifacensis, sense perjudici d'altres espècies d'interès presents en la zona com Asperula paui subsp. dianensis, Biscutella montana, Teucrium hifacense o Limonium parvibracteatum.
Les formacions de pi blanc (Pinus halepensis) representen en molts sectors de la serra Gelada l'únic testimoni actual de vegetació arbòria, i els alzinars són una comunitat molt limitada a la part més alta de la serra.
En el medi marí, apareixen com a especialment rellevants les esmentades praderies de posidònia i Cymodocea, encara que també han de destacar-se altres hàbitats com les coves marines o els esculls.

## Fauna
La fauna terrestre de major interès la constitueixen les aus marines, i la zona pot considerar-se la segona en importància per a aquest grup d'aus al País Valencià, després de l'arxipèlag de les Columbretes. L'espècie de més interès és l'escateret (Hydrobates pelagicus), la corba marina emplomallada (Phalacrocorax aristotelis) i la gavina corsa (Larus audouinii), encara que també són rellevants les rapaces com el falcó pelegrí (Falco peregrinus). Unes altres espècies d'interès són la baldriga cendrosa (Calonectris diomedea), baldriga mediterrània (Puffinus mauretanicus) o el mascarell (Sula bassana).
Pel que fa a l'àmbit marí, són moltes les espècies animals que mereixen una menció per la seua importància o estat de conservació. Entre aquestes, cal indicar el vermètid (Dendropoma petraeum), la nacra (Pinna nobilis), a més de nombrosos taxons de peixos, crustacis i altres invertebrats.